# Дяковский, Юрий Иванович
Юрий Иванович Дяковский (укр. Ю́рій Іва́нович Дяко́вський) (27 февраля 1989, Стрый, Львовская область, Украинская ССР, СССР — апрель 2014, около Славянска) — участник Евромайдана, Герой Украины (2015, посмертно).

## Биография
Родился 27 февраля 1989 года в городе Стрый (Львовская область, Украинская ССР, СССР). В 2006 году окончил Стрыйскую гимназию имени Митрополита Андрея Шептицкого. Затем учился в Ивано-Франковском национальном техническом университете нефти и газа.
В декабре 2013 года оставил учебу и уехал в Киев, где в течение нескольких месяцев принимал участие в Евромайдане. 10 февраля присоединился к киевской ячейке Правого сектора. Во время участия в Евромайдане получил ранение в руку и шею. В апреле 2014 года вместе с товарищами отправился в город Славянск, Донецкой области, с целью осуществления разведки и сбора информации о присутствии сепаратистов. 17 апреля попал в плен. Был убит по приказу бывшего офицера ФСБ РФ (на тот момент — боец ДНР) Игоря Гиркина.
28 апреля тело Юрия Дяковского было найдено в реке Казённый Торец близ Славянска с признаками насильственной смерти, которые также были и у погибших Юрия Поправки и Владимира Рыбака.
Похоронен 8 мая 2014 в родном городе.

## Награды
- Звание Герой Украины с вручением ордена «Золотая Звезда» (20 февраля 2015 году, посмертно) — с формулировкой «за гражданское мужество, патриотизм, героическое отстаивание конституционных принципов демократии, прав и свобод человека, самоотверженное служение украинскому народу, обнаруженные во время Революции достоинства»[7].
- Медаль «За жертвенность и любовь к Украине» (УПЦ КП, 4 июля 2015 года) (посмертно)